# Oberpframmern

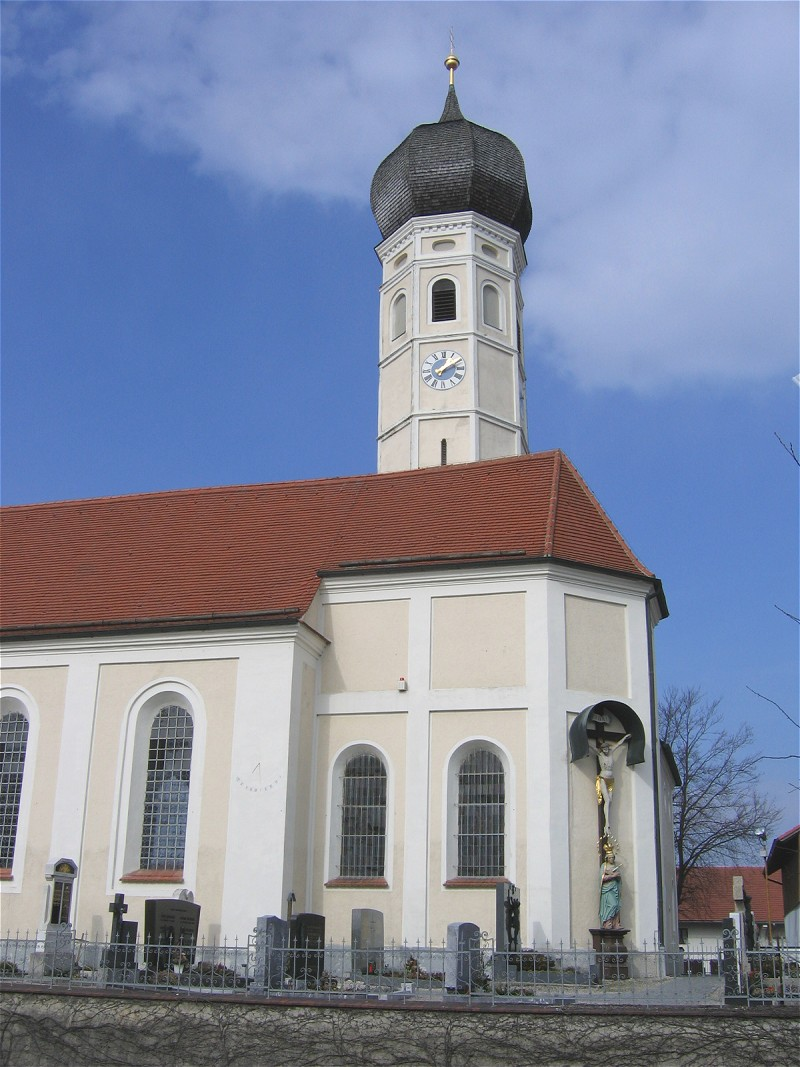
Pfarrkirche St. Andreas

Oberpframmern ist eine Gemeinde im oberbayerischen Landkreis Ebersberg südöstlich der Landeshauptstadt München. Die Gemeinde gehört zur Verwaltungsgemeinschaft Glonn. Der Bürgermeister ist Andreas Lutz.

## Geografie

### Lage
Oberpframmern liegt in der Region München im Alpenvorland rund 14 km westlich von Grafing, 31 km nördlich von Miesbach, 23 km südöstlich der Landeshauptstadt München und 18 km von der Kreisstadt Ebersberg entfernt. Zur A 99 (Anschlussstellen Haar und Ottobrunn) sind es jeweils zwölf Kilometer sowie zum Flughafen München etwa 50 km. Die nächstgelegenen S-Bahn-Stationen befinden sich im sieben Kilometer entfernten Zorneding und im sieben Kilometer entfernen Höhenkirchen-Siegertsbrunn.

### Gemeindegliederung
Es gibt sieben Gemeindeteile (in Klammern ist der Siedlungstyp angegeben):
- Aich (Einöde)
- Esterndorf (Kirchdorf)
- Niederpframmern (Kirchdorf)
- Oberpframmern (Pfarrdorf)
- Schlag (Weiler)
- Tal (Dorf)
- Wolfersberg (Weiler)

### Nachbargemeinden
- Höhenkirchen-Siegertsbrunn
- Grasbrunn
- Zorneding
- Moosach
- Glonn
- Egmating

## Geschichte

### Erstnennung
Bereits um 790 n. Chr. wird von einer Marienkirche am Ort berichtet. Mit der Schenkung einer Kirche im Ort „Phrumari“ an die Freisinger Domkirche im Jahr 806 wird der Ortsname Pframmern schon sehr früh urkundlich erwähnt. Dem Namen liegt das aus dem Lateinischen entlehnte Wort pfrūma, „Pflaume“, zugrunde. Er bedeutet „bei den Pflaumenzüchtern“.

### Verwaltungszugehörigkeit
Oberpframmern gehörte zum Rentamt München und zum Landgericht Schwaben des Kurfürstentums Bayern und war Sitz einer Hauptmannschaft. Mit dem bayerischen Gemeindeedikt von 1818 entstand die heutige politische Gemeinde, die die Orte Aich, Esterndorf, Niederpframmern, Oberpframmern, Tal und Wolfersberg umfasste. 
Die Gemeinden Baiern, Bruck, Egmating, Glonn,  Moosach und Oberpframmern schlossen sich 1978 im Zuge der Gebietsreform in Bayern zur Verwaltungsgemeinschaft Glonn zusammen.

### Einwohnerentwicklung
Zwischen 1988 und 2018 wuchs die Gemeinde von 1578 auf 2450 um 872 Einwohner bzw. um 55,3 %.
| Jahr      | 1970 | 1987 | 1991 | 1995 | 2000 | 2005 | 2010 | 2015 | 2020 |
| --------- | ---- | ---- | ---- | ---- | ---- | ---- | ---- | ---- | ---- |
| Einwohner | 1179 | 1522 | 1689 | 1805 | 2011 | 2143 | 2188 | 2380 | 2440 |

## Politik

### Gemeinderat
Die Gemeinderatswahl 2020 erbrachte folgende Sitzverteilung:
- Freie Liste: 6 Sitze
- CSU/JU/Bürgerliche: 5 Sitze
- CSU/JU: 2 Sitze
- Einheitswahlvorschlag/Freie Wählergemeinschaft (EWV/FWG): 1 Sitz

### Bürgermeister
Erster Bürgermeister ist seit dem 1. Mai 2014 Andreas Lutz (CSU).

### Wappen
| Wappen von Oberpframmern | Blasonierung: „In Silber ein grüner Pflaumenbaum mit fünf Blättern und drei blauen Pflaumen an zwei verschlungenen Zweigen; dem Stamm aufgelegt ein lediges schwarzes Andreaskreuz.“ |
| Wappen von Oberpframmern | |

## Baudenkmäler
- Katholische Pfarrkirche St. Andreas
- Katholische Filialkirche St. Leonhard in Esterndorf
- Ehemalige Filialkirche, jetzt Kapelle St. Ulrich in Wolfersdorf

## Wirtschaft und Infrastruktur

### Wirtschaft einschließlich Land- und Forstwirtschaft
Es gab im Jahr 2020 nach der amtlichen Statistik im Bereich der Land- und Forstwirtschaft sechs, im produzierenden Gewerbe 270 und im Bereich Handel und Verkehr 210 sozialversicherungspflichtig Beschäftigte am Arbeitsort. In sonstigen Wirtschaftsbereichen waren am Arbeitsort 134 Personen sozialversicherungspflichtig beschäftigt. Sozialversicherungspflichtig Beschäftigte am Wohnort gab es insgesamt 1077. Im verarbeitenden Gewerbe gab es vier Betriebe, im Bauhauptgewerbe zehn Betriebe. Zudem bestanden im Jahr 2016 19 landwirtschaftliche Betriebe mit einer landwirtschaftlich genutzten Fläche von 468 ha, davon waren 382 ha Ackerfläche.

### Bildung
Im Jahr 2021 existierten folgende Einrichtungen:
- Zwei Kindertageseinrichtungen: 161 genehmigte Plätze, 131 betreute Kinder.
- Die Grundschule Egmating-Oberpframmern; an diesen zwei Orten – Entfernung drei Kilometer – werden derzeit 174 Grundschüler unterrichtet.[10]

## Trivia
Oberpframmern zeichnet energiebewusste Bürger mit der Verleihung einer „Grünen Hausnummer“ aus.

## Persönlichkeiten
- Paul Breitner (* 1951), ehemaliger Fußballnationalspieler, lebt in Oberpframmern.[12]